# 善淵愛成
善淵 愛成（よしぶち の ちかなり）は、平安時代前期の貴族・儒学者。氏姓は六人部（無姓）のち善淵朝臣。官位は従五位上・大学博士。

## 経歴
清和朝前半に讃岐少目・少外記を歴任し、貞観10年（868年）外従五位下・大外記に叙任される。この間、貞観4年（862年）兄の永貞と一族の行直と共に六人部から善淵朝臣に改姓。また、貞観9年（867年）には永貞と共に本籍を美濃国厚見郡から左京に改めている。
のち、従五位下・山城権介に叙任される。貞観17年（875年）清和天皇が『群書治要』の講読を行った際、都講（尚復）を務める。貞観19年（877年）夜間に日食が発生したため、廃務（忌日に朝廷が政務を停止すること）を行うことの是非について、明経博士・文章博士・明法博士に議論が命じられた際、愛成は助教・善淵永貞らと共に、『経書』においては日食や月食は昼夜関係なく国家の大忌であるとして、廃務すべき旨を言上している
元慶2年（878年）に始まった日本紀講筵では博士として講義を行った。元慶8年（884年）従五位上に叙せられ、仁和2年（886年）には大学博士に任ぜられている。またこの間、元慶3年（879年）に完成した『日本文徳天皇実録』の編修にも参画した。
仁和4年（888年）4月28日、阿衡についての勘文を上り、10月9日に周易を進講、寛平2年3月には、天皇が蔵人を遣して、病を慰問している。

## 官歴
『日本三代実録』による。
- 時期不詳：従七位上。讃岐少目
- 貞観4年（862年） 2月10日：少外記?[2]。5月13日：六人部（無姓）から善淵朝臣に改姓
- 時期不詳：従六位下。
- 貞観9年（867年） 8月29日：本拠を美濃国厚見郡から左京に変更
- 時期不詳：正六位上
- 貞観10年（868年） 正月7日：外従五位下。正月16日：大外記
- 貞観14年（872年） 6月24日：兼播磨大掾[2]
- 貞観16年（875年） 正月13日：山城権介[2]
- 時期不詳：従五位下（内位）
- 貞観17年（875年） 4月25日：見山城権介
- 貞観19年（877年） 4月1日：見助教
- 元慶3年（879年） 5月7日：見図書頭
- 元慶6年（882年） 8月29日：見助教
- 時期不詳：伊予介
- 元慶8年（884年） 11月25日：従五位上
- 仁和2年（886年） 正月16日：大学博士